# Cyllopoda puta
Cyllopoda puta là một loài bướm đêm trong họ Geometridae.